# Parafia św. Józefa Oblubieńca Najświętszej Maryi Panny w Pruszkowie
Parafia Świętego Józefa Oblubieńca Najświętszej Maryi Panny w Pruszkowie – parafia rzymskokatolicka w Pruszkowie. Obsługiwana przez księży diecezjalnych.

## Historia
Parafia została erygowana w 1987. 

### Kościół parafialny
Obecny kościół parafialny został wybudowany w latach 1984-2008.